# Rumänische Männer-Feldhandballnationalmannschaft
Die rumänische Männer-Feldhandballnationalmannschaft vertrat Rumänien bei Länderspielen und internationalen Turnieren.
Der größte Erfolg war die Silbermedaille bei der Weltmeisterschaft 1959.

## Olympische Spiele
Die rumänische Handballnationalmannschaft nahm an der einzigen Austragung an der Feldhandball gespielt wurde teil.
| Jahr | Austragungsort          | Teilnahme bis…   | Ergebnis                         | Medaille |
| ---- | ----------------------- | ---------------- | -------------------------------- | -------- |
| 1936 | Berlin, Deutsches Reich | Spiel um Platz 5 | Rumänien 10:3 Vereinigte Staaten | 5. Platz |

## Weltmeisterschaften
Die rumänische Handballnationalmannschaft nahm an zwei der sieben bis 1966 ausgetragenen Feldhandball-Weltmeisterschaften teil.
| Jahr | Gastgeberland   | Teilnahme bis…   | Ergebnis                      | Rang            | Bemerkungen und Besonderheiten |
| ---- | --------------- | ---------------- | ----------------------------- | --------------- | ------------------------------ |
| 1938 | Deutsches Reich | Spiel um Platz 5 | Rumänien 12:6 Luxemburg       | 5. Platz        |                                |
| 1948 | Frankreich      | keine Teilnahme  | keine Teilnahme               | keine Teilnahme |                                |
| 1952 | Schweiz         | keine Teilnahme  | keine Teilnahme               | keine Teilnahme |                                |
| 1955 | BR Deutschland  | keine Teilnahme  | keine Teilnahme               | keine Teilnahme |                                |
| 1959 | Österreich      | Finale           | BR Deutschland 14:11 Rumänien | Silbermedaille  |                                |
| 1963 | Schweiz         | keine Teilnahme  | keine Teilnahme               | keine Teilnahme |                                |
| 1966 | Österreich      | keine Teilnahme  | keine Teilnahme               | keine Teilnahme |                                |

## Die Silbermedaillemannschaft
Quelle: 
Mihai Redl, Rudolf Haberpursch, Geo Bădulescu, Ion Ilyeşcu, Aurel Bulgaru, Mircea Costache, Savin Marcu, Valentin Şelaru, Gheorghe Covaci, Olimpiu Nodea, Cornel Oţelea, Virgil Hnat, Octavian Niţescu, Constantin Şelaru, Arpad Barabaş, Gheorghe Covaci
Trainer: Ioan K. Ghermănescu